# Neodiphthera saccopeoa
Neodiphthera saccopeoa är en fjärilsart som beskrevs av Turner 1928. Neodiphthera saccopeoa ingår i släktet Neodiphthera och familjen påfågelsspinnare. Inga underarter finns listade i Catalogue of Life.